# Spinule
Pour les articles homonymes, voir Spin (homonymie).
Spinule ou Saint Spin est un saint légendaire de la tradition vosgienne. Spin aurait été le fondateur au VIIe siècle avec son protecteur Beggon d'un ban religieux ou grande paroisse que traverse l'antique voie des Saulniers, le ban de Moyenmoutier. Il est fêté le 5 novembre.

## Légende biographique
La vie de Spinule est associée intimement par la légende bénédictine à celle d'Hydulphe, le fondateur officiel de l'abbaye de Moyenmoutier. Spinule n'est en effet signalé que par des mentions occasionnelles dans les trois biographies connues de Saint Hydulphe. 
Spinule, originaire de la région, se serait vu confier par le fondateur la direction d'une annexe (une "celle") du monastère en un lieu situé au nord-ouest du confluent de la Meurthe et du Rabodeau connu aujourd'hui sous le nom de Saint-Blaise, un hameau de Moyenmoutier. Ce territoire aurait été donné par un seigneur nommé Bégon, d'où son nom de Begoncelle qui a prévalu à celui Saint-Blaise jusqu'au Xe siècle.
Humble religieux à la santé précaire, « fils préféré » de Hydulphe, lequel est présent lors de sa mort en odeur de sainteté, Spinule est inhumé dans la chapelle Saint-Grégoire à Moyenmoutier.
En rapprochant la légende de saint Spinule à celle de saint Dié, auquel l’abbé Hydulphe aurait succédé pendant 28 ans, certains historiens estiment qu'il faut vraisemblablement voir en Spin le fondateur du ban de Moyenmoutier.

## Culte
Saint Spinule est un saint thaumaturge fêté le 5 novembre dans l’évêché de Saint-Dié.  
Tout de suite après sa mort, Spinule fait l'objet d'un pèlerinage. Malades et paralytiques affluent à Moyenmoutier et obtiennent la guérison. Ils sont si nombreux que cela nuit au calme de l'abbaye, à un point tel qu'Hydulphe, selon dom Humbert Belhomme, exhorte par une prière son ami et disciple à cesser ses guérisons miraculeuses. Comme lors de son vivant, Spinule obéit à son maître : les miracles cessent et l'abbaye retrouve la solitude propice à la vocation monastique.  
Le corps de saint Spinule est transféré en 1104 dans l'église du prieuré de Belval, transfert obtenu grâce à l'appui de Gérard de Vaudémont. Belval, aujourd'hui hameau de Portieux, dans les Vosges, devient alors un nouveau centre de pèlerinage où, selon Jean de Bayon, « des miracles innombrables éclatèrent à son intercession ». Depuis la destruction du prieuré à la Révolution, les reliques de saint Spin, ainsi qu'il est appelé localement, sont conservées dans une châsse en bois doré dans l'église paroissiale de Portieux. Le crâne, quant à lui, est conservé dans la châsse reliquaire de saint Sigisbert à la cathédrale de Nancy.
À Saint-Blaise, une association patrimoniale entretient aujourd'hui le prieuré sainte Croix, consacré à saint Spinule et saint Blaise.

## Iconographie
L'iconographie de saint Spinule est « très pauvre ». Un vitrail de la nef de la Basilique Saint-Pierre-Fourier de Mattaincourt lui est consacré et, dans la chapelle du prieuré Sainte-Croix au hameau Saint-Blaise à Moyenmoutier, un médaillon d'un vitrail du XIXe siècle le représente mourant dans les bras de Saint Hydulphe. Le peintre, sculpteur et imagier Pierre-Dié Mallet (1895-1976) lui a dédié une image dans la série des Grands saints de Lorraine.